# Cássio Alves de Barros
Cássio Alves de Barros ou simplesmente Cássio (Rio de Janeiro, 17 de janeiro de 1970) é um treinador e ex-futebolista brasileiro, que atuava como lateral-esquerdo. Atualmente é o técnico da equipe sub-17 do Vasco da Gama.

## Carreira

### Jogador
Cria da categoria de base, subiu para o profissional do Vasco em 1989. No mesmo ano, ajudou o clube a conquistar o título do Campeonato Brasileiro de 1989. Ainda em 1989, participou também do Campeonato Mundial de Futebol Sub-20 de 1989 pela Seleção Brasileira, que terminou em terceiro lugar. 
Entre 1990 e 1991, fez 2 jogos pela Seleção Brasileira principal.
Pelo Vasco ainda foi tricampeonato carioca em 1992, 1993 e 1994. Ficou no clube até o inicio de 1997.
Em julho de 1995, foi emprestado ao Fluminense.
Cássio atuou em diversos clubes brasileiros como Santos, Goiás e pelo Stuttgarter Kickers da Alemanha.
Após aposentar-se, retornou por um mês sem salário para ajudar o Sobradinho a não ser rebaixado no estadual.

### Treinador
Começou na categoria de base do Vasco da Gama, em 2008, no Sub-13, e passou por todas as categorias. Ficou no cruzmaltino até 2014.
Posteriormente, passou por Nova Iguaçu FC, Madureira EC, Duque de Caxias FC e Tigres do Brasil.
Em maio de 2017, assumiu o Santa Helena na disputa da Divisão de Acesso do estadual.
Em maio de 2019, chegou ao Palmas, onde foi Campeão Tocantinense, seu primeiro titulo como treinador profissional. Comandou o clube em seis jogos pelo estadual - todos pela fase mata-mata, onde conquistou cinco vitórias e um empate.
Assumiu o Nova Venécia Futebol Clube em 2021. No mesmo ano, subiu da Série B para a A no Campeonato Capixaba, conquistou o título da Copa Espírito Santo e ganhou vaga para a Copa do Brasil.
Em 2022, na estreia do clube na Copa do Brasil, o Nova Venécia eliminou o Ferroviário-CE na primeira fase e vendeu caro a derrota na etapa seguinte diante do Atlético-GO. Ainda em 2022, avançou de fase no Campeonato Brasileiro da Série D.
Em fevereiro de 2023, pediu demissão do cargo junto ao Nova Venécia, durante o Campeonato Capixaba. Ao todo foram 64 partidas pelo clube, com 36 vitórias, 19 empates e nove derrotas - um aproveitamento de 66,4%.
Em outubro de 2023, assume o Vitória-ES para a temporada 2024.
Em 5 de fevereiro de 2025, foi anunciado pelo Departamento de Futebol de Base do Vasco da Gama como o novo treinador da equipe Sub-17 dos Meninos da Colina.

## Títulos

### Como jogador
Vasco da Gama
- Campeonato Brasileiro: 1989
- Campeonato Carioca: 1992, 1993, 1994
- Taça Guanabara: 1990, 1992 e 1994
- Taça Rio: 1992 e 1993
- Troféu Ramón de Carranza: 1989
- Torneio de Metz (França): 1989
- Copa Rio Estadual: 1992 e 1993
- Taça Adolpho Bloch: 1990
- Torneio da Amizade (África): 1991
- Torneio João Havelange: 1993
- Troféu Cidade de Zaragoza: 1993
- Troféu Cidade de Barcelona: 1993

Portuguesa Desportos
- Torneio Início Paulista: 1996

### Como técnico
Vasco da Gama Sub-13
- Taça Guanabara Sub-13: 2009
- Taça Rio Sub-13: 2009
- Campeonato Carioca Sub-13: 2009

Vasco da Gama Sub-15
- Troféu Cidade de Santa Tereza Sub-15: 2011
- Taça Guanabara Sub-15: 2011
- Campeonato Carioca Sub-15: 2011
- Copa Amizade Brasil-Japão Sub-15: 2012
- Torneio Guilherme Embry Sub-15: 2012

Palmas
- Campeonato Tocantinense: 2019

Nova Venécia
- Campeonato Capixaba - Série B: 2021
- Copa Espírito Santo: 2021

Vasco da Gama Sub-17
- Copa do Brasil de Futebol Sub-17: 2025[29][30]